# Bormann-Diktate
Die Bormann-Diktate vom 4. bis 26. Februar und 2. April 1945 sind Monologe Adolf Hitlers, die sein Sekretär Martin Bormann im selben Zeitraum mitstenographierte und bearbeitete. Ihre Authentizität wird von manchen Historikern angezweifelt. Jüngere Forschungen deuten mindestens auf eine Verfälschung, vielleicht auch eine Fälschung der Texte hin. Andere halten sie für zuverlässig, auch wenn sie Verkürzungen und Korrekturen durch Bormann nicht ausschließen.

## Ausgabe
Der Schweizer Bankier und Rechtsextremist François Genoud, der als Förderer von NS-Verbrechern und als Holocaustleugner hervortrat, gab diese Bormann-Diktate zunächst auf Französisch und Englisch heraus. 1981 erschien ihre deutsche Übersetzung unter dem Titelzusatz Hitlers politisches Testament, zusammen mit einem Essay des Historikers Hugh R. Trevor-Roper und einem Nachwort von André François-Poncet. Der deutsche Zusatztitel wurde von manchen Rezipienten aufgegriffen.
Die Bormann-Dikate gelten jedoch nicht als testamentarische, letztgültige Willenserklärung Hitlers. Als offizielles „Politisches Testament Adolf Hitlers“ gilt seine letzte Willenserklärung vom 29. April 1945, die er selbst verfasste und als „Mein politisches Testament“ betitelte.

## Inhalt
Anders als in öffentlichen Reden sprach Hitler in den Bormann-Diktaten in Ich-Form und unverhüllt über seine politischen Ziele, die er sonst absichtlich etwa als „Prophezeiung“ rhetorisch verschleierte. So sagte er Bormann gegenüber etwa: Wenn er den Krieg gewinne, werde er dem Weltjudentum ein Ende bereiten, ihm einen Todesschlag versetzen. Dort findet sich auch die Aussage: „Ich habe die Juden ausgerottet.“